# Auvers-sur-Oise
Auvers-sur-Oise és un municipi francès, situat al departament de Val-d'Oise i a la regió de l'Illa de França.
Forma part del cantó de Saint-Ouen-l'Aumône, del districte de Pontoise i de la Comunitat de comunes Sausseron Impressionnistes.
Aquest municipi té una gran fama gràcies als pintors paisatgistes que s'hi van instal·lar primer, i als impressionistes que ho van fer més tard, com ara Charles-François Daubigny, Paul Cézanne, Jean-Baptiste Corot, Camille Pissarro i Vincent van Gogh. Van Gogh hi va pintar 70 teles i va immortalitzar els monuments de la població per a la posteritat i per a la universalitat.

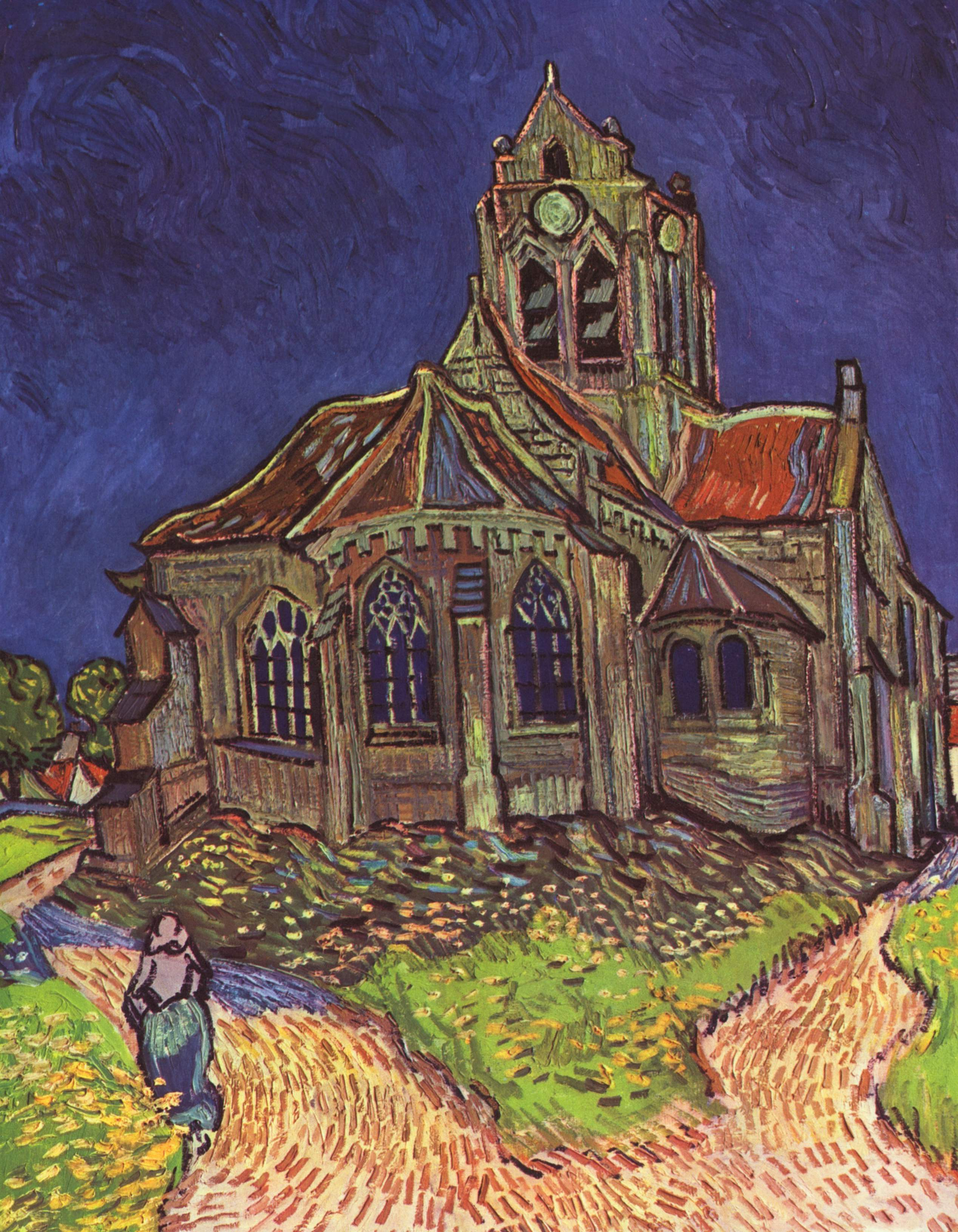
L'església d'Auvers, per Van Gogh.

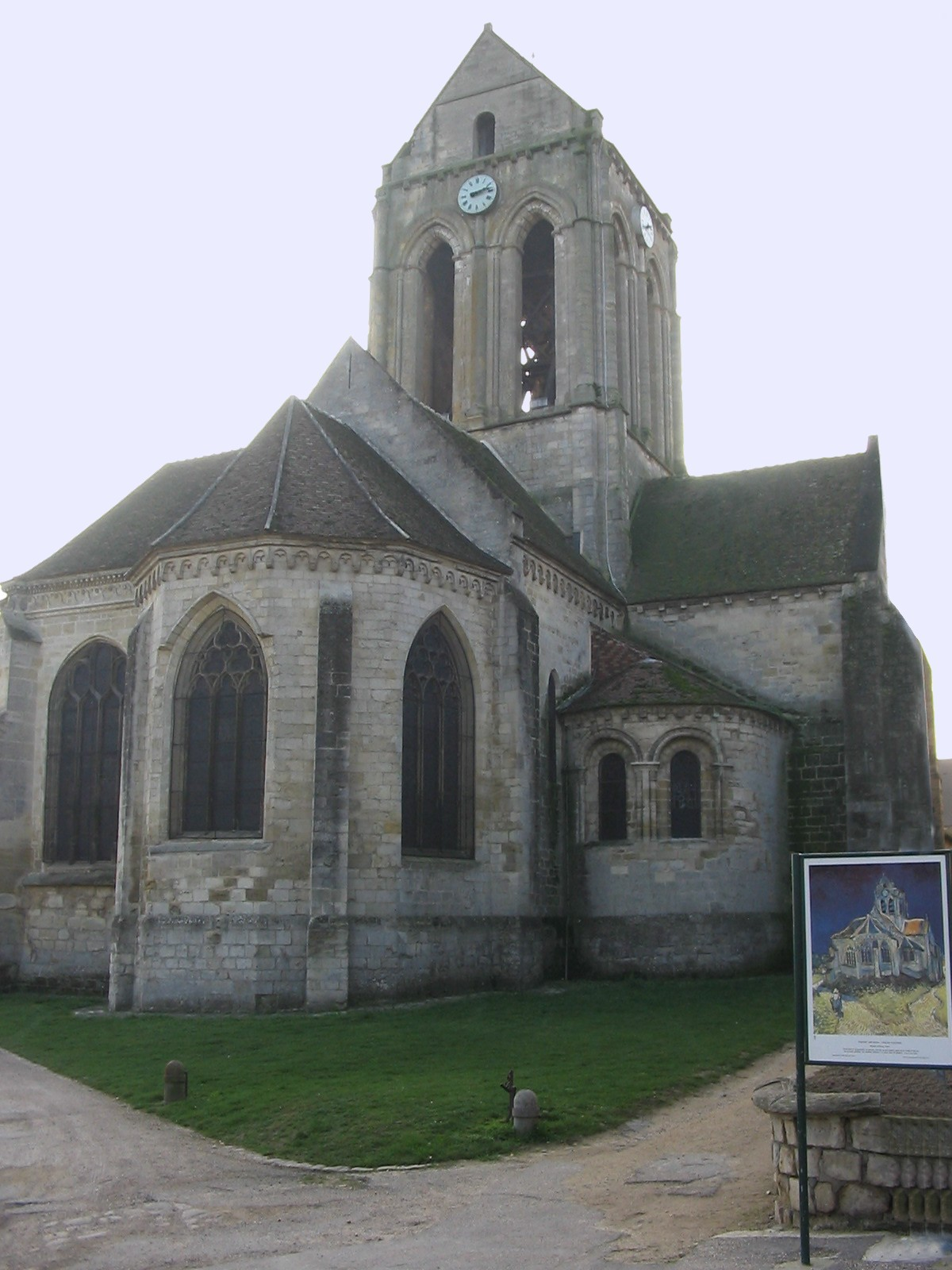
L'església d'Auvers-sur-Oise.